# Хановер (Минесота)
Хановер (енгл. Hanover) град је у америчкој савезној држави Минесота.

## Демографија
По попису из 2010. године број становника је 2.938, што је 1.583 (116,8%) становника више него 2000. године.
| Група             | 2000.         | 2010.         |
| Белци             | 1.331 (98,2%) | 2.801 (95,3%) |
| Афроамериканци    | 0 (0,0%)      | 18 (0,6%)     |
| Азијати           | 5 (0,4%)      | 43 (1,5%)     |
| Хиспаноамериканци | 8 (0,6%)      | 49 (1,7%)     |
| Укупно            | 1.355         | 2.938         |